# Жескьер, Николя
Николя́ Жескье́р (фр. Nicolas Ghesquière, род. 9 мая 1971, Комин) — французский модельер, который с 2013 года является креативным директором женской линии дома Louis Vuitton (принадлежит LVMH).

## Карьера
Окончив школу в 18 лет, Жескьер отказался от места в художественной школе, чтобы работать ассистентом дизайнера Жана-Поля Готье с 1990 по 1992 год. Он продолжил работу в Pôles, разрабатывая линию трикотажа, после чего последовал ряд неудачных назначений в различные компании, включая итальянский дом Callaghan.

### Balenciaga
Жескьер получил работу в Balenciaga, где разрабатывал дизайн для азиатского рынка. Бренд Balenciaga имел небольшую популярность, после того, как основатель марки, Кристобаль Баленсиага, умер в 1972 году. Жескьер занимал, по его словам, «худшую должность в моде», разрабатывая костюмы и похоронную одежду по лицензии Balenciaga для Японии.
В 1997 году, в возрасте 25 лет, Жескьер стал неожиданным кандидатом на пост главы Balenciaga, получив должность креативного директора после того, как его голландский предшественник Джозефус Тимистер был уволен после крайне неудачного показа. В этой должности он отвечал за весь имидж марки, от одежды и аксессуаров до дизайна магазинов и рекламы. После назначения у него было менее четырёх месяцев, чтобы с нуля разработать коллекцию весна-лето 1998 года.
В 2002 году Жескьер был вовлечен в полемику, когда его обвинили в плагиате у умершего дизайнера. Жескьер был вынужден признать, что он скопировал лоскутный жилет у дизайнера из Сан-Франциско Кайсика Вонга, умершего в 1990 году. Дизайн Вонга появился в справочнике Native Funk & Flash 1974 года. Жескьер сказал: «Мне очень лестно, что люди смотрят на мои источники вдохновения. Это то, как я работаю. Я всегда говорил, что смотрю на винтажную одежду».
В Balenciaga Жескьер вскоре стал известен своим чувством контраста, например, сочетая брюки-скинни с высокой талией с объемным блузоном или шерстяной комбинезон узкого кроя с пышными рукавами. Его работа вскоре превратила Balenciaga в признанный критиками модный дом. Его самым большим коммерческим успехом стала сумка Lariat, с плетеными ручками и болтающимися застежками-молниями. Одним из аспектов преданности дизайнера наследию дома было его уважение к оригинальным дизайнерским концепциям Кристобаля Баленсиаги. Однако, несмотря на то, что архивы Balenciaga хранятся в ателье Жескьера, он смог попасть в запертую комнату только по специальной договоренности с хранителем, находящимся за пределами ателье. На протяжении всего времени работы в Balenciaga Жескьер постоянно сотрудничал с одними и теми же художниками, в частности с французским художником Домиником Гонсалесом-Фоерстером, который вместе с Жескьером разрабатывал дизайн каждого бутика Balenciaga, и стилистом Мари-Амели Сове. Кроме того, он упоминал актрису Шарлотту Генсбур в качестве источника влияния во время работы в компании. В то же время он дал старт карьере нескольких моделей, включая Кирстин Лильегрен.
Gucci Group (PPR) купила Balenciaga в 2001 году. Жескьер решил остаться в компании и расширить Balenciaga. Коллекции Жескьера имели значительный коммерческий эффект, особенно благодаря его влиянию на других дизайнеров, включая его бывших сотрудников Жюльена Доссена, Камиллу Микели и Наташу Рамсей-Леви. За 15 лет работы в Balenciaga Жескьеру приписывают то, что он помог превратить модный бренд в один из самых быстрорастущих и прибыльных брендов материнской компании PPR. За это время он собрал одну из самых больших производственных команд в Париже: до 30 человек в дизайн-студии и до 50 в ателье по производству. В ноябре 2012 года PPR объявила о его уходе из Balenciaga.

### Louis Vuitton
4 ноября 2013 года Жескьер официально сменил Марка Джейкобса в Louis Vuitton на посту креативного директора женской коллекции. Некоторые из его первых дизайнов для Louis Vuitton дебютировали на красной дорожке в исполнении актрисы Дженнифер Коннелли. 5 марта 2014 года Жескьер провел свой первый показ под брендом LV. В 2018 году LVMH продлила контракт Гескьера в качестве креативного директора женской коллекции.
С момента прихода в Louis Vuitton Жескьер регулярно демонстрировал свои модели, устраивая показы в архитектурных достопримечательностях, включая Лувр в Париже — это был первый случай, когда музей разрешил дому моды устроить там показ.
Жескьер разработал серию скинов персонажей для видеоигры League of Legends в 2019 году.